# Eleição da cidade-sede dos Jogos Olímpicos de Verão de 2032
A Eleição da cidade-sede dos Jogos Olímpicos de Verão de 2032 ocorreu com uma análise da candidatura de Brisbane, que foi escolhida pelo Comité Olímpico Internacional em 24 de fevereiro de 2021, com a confirmação acontecendo no dia 21 de julho, há exatos dois dias para o início dos Jogos Olímpicos de Verão de 2020 (realizados no verão de 2021 devido ao adiamento por conta da crise global causada pela Pandemia de COVID-19).
Brisbane foi eleita sede das Olimpíadas de 2032 com 72 votos favoráveis ante 5 contrários e 3 abstenções.

## Processo de licitação
O novo processo de licitação do COI foi aprovado na 134.ª Sessão do COI em 24 de junho de 2019 em Lausanne, Suíça. As principais propostas, impulsionadas pelas recomendações relevantes da Agenda Olímpica 2020, são:
- Estabelecer um diálogo permanente e contínuo para explorar e criar interesse entre cidades / regiões / países e Comitês Olímpicos Nacionais para qualquer evento olímpico;
- Criar duas Comissões Anfitriãs Futuras (Jogos de Verão e Inverno) para supervisionar o interesse em eventos olímpicos futuros e reportar ao conselho executivo do COI;
- Dê mais influência à Sessão do COI, fazendo com que membros não executivos façam parte das Comissões Anfitriãs do Futuro.

O COI também modificou a Carta Olímpica para aumentar sua flexibilidade, removendo a data de eleição de 7 anos antes dos jogos e mudando a cidade-sede como uma cidade de uma única cidade / região / país para várias cidades, regiões ou países.
A mudança no processo licitatório foi criticada pelos integrantes da licitação alemã como "incompreensível" e difícil de superar "em termos de não transparência".

### As Futuras Comissões que anfitriarão as Olimpíadas de Verão
A composição completa das Comissões de Verão, cujo objetivo é supervisionar os anfitriões interessados ou com anfitriões em potencial onde o COI possa desejar criar interesse, é a seguinte:
| Membros do COI (6) | Outros membros (4)                                                                                           |
| --- | --- |
| - Kristin Kloster Aasen (presidente) - Dick Pound - Li Lingwei - Mikee Cojuangco-Jaworski - Luis Mejía Oviedo - Filomena Fortes | - Sarah Walker ( atletas ) - Francesco Ricci Bitti ( ASOIF ) - Paul Tergat ( NOCs ) - Andrew Parsons ( IPC ) |

### Estágios de diálogo
De acordo com os termos de referência da Comissão Futura com regras de conduta, o sistema novo de licitação do COI é dividido em 2 fases de diálogo:
- Diálogo Contínuo: Discussões não compromissadas entre o COI e as partes interessadas (cidade / região / país / CON interessados em sediar) sobre a hospedagem de futuros eventos olímpicos;
- Diálogo direcionado: Discussões direcionadas com uma ou mais partes interessadas (chamadas de Anfitrião (s) Preferencial (is)), conforme instruído pelo Conselho Executivo do COI. Isso segue uma recomendação da Future Host Commission como resultado do Diálogo Contínuo.

## País Esperado
O anfitrião esperado e preferido, que participou de um diálogo direcionado com o COI e a futura Comissão Anfitriã:

### Oceania
| Cidade | País      | Comitê Olímpico Nacional          | Resultado              |
| Brisbane | Austrália | Comitê Olímpico Australiano (AOC) | Esperado para hospedar |
| --- | --------- | --------------------------------- | ---------------------- |
| Após o sucesso dos Jogos da Commonwealth de 2018 na Gold Coast, Queensland, o presidente do Comitê Olímpico Australiano (AOC) John Coates disse que apoiava fortemente uma candidatura de Queensland para os Jogos Olímpicos e Paraolímpicos de Verão de 2032. Após especulações, um estudo de viabilidade também foi encomendado pelo Southeast Queensland Council of Mayors com o resultado previsto para o final de 2018. Um estudo de viabilidade de 2019 encomendado pelo South-East Queensland Council of Mayors em 2016 e investigado pela empresa francesa Lagardère sobre a elegibilidade do sudeste de Queensland (SEQ) para sediar os Jogos Olímpicos de 2032 concluiu que a região era capaz de hospedar o evento e que a infraestrutura e as atualizações de transporte já necessárias proporcionariam um retorno financeiro. O relatório de viabilidade observa que 80 por cento dos locais necessários para tal licitação já existem em todo o sudeste, com outros previstos para serem construídos antes de 2032 de acordo com as necessidades da comunidade. O documento sugere que Brisbane seria o anfitrião de 21 estádios olímpicos, Gold Coast e Sunshine Coast receberiam 5 locais, com os 7 locais restantes a serem hospedados na região SEQ. Os prefeitos da SEQ, incluindo o então Lord Mayor Graham Quirk de Brisbane, enfatizaram a necessidade de tornar os jogos econômicos por meio da reutilização das instalações existentes e do uso do evento como um catalisador para a infraestrutura e a criação de empregos. Um estudo de viabilidade publicado em fevereiro previa que US$ 900 milhões de fundos estaduais e federais seriam necessários para ajudar a sediar os Jogos Olímpicos e Paraolímpicos de 2032. Em 1º de julho de 2019, o primeiro-ministro Scott Morrison anunciou que o governo federal estaria oficialmente apoiando a candidatura olímpica de Queensland, dizendo que o governo "estará presente a cada passo do caminho". Em 13 de julho de 2019, o Primeiro Ministro apresentou US$ 10 milhões para a licitação, bem como indicou o deputado federal Queensland LNP Ted O'Brien para ajudar na licitação em nome da Comunidade. A Premier de Queensland, Annastacia Palaszczuk, anunciou no dia 9 de dezembro de 2019 que o estado fará uma candidatura oficial e regional para os Jogos Olímpicos de 2032 com datas propostas de 23 de julho a 8 de agosto. Em 24 de fevereiro de 2021, Brisbane foi escolhida pelo COI como candidata preferida para sediar as Olimpíadas de 2032. Em 10 de junho de 2021, foi relatado que Brisbane seria definido para receber os direitos de sediar as Olimpíadas até 21 de julho de 2021, sendo escolhida nesse mesmo dia sem oposição, algo que só ocorreu em 1984 com a escolha de Los Angeles para aquela edição e em 2024 e 2028, quando Paris e novamente Los Angeles foram automaticamente declaradas vencedoras com a desistência de várias cidades. |           |                                   |                        |

## As partes interessadas que não avançaram para a aprovação do conselho do COI
A seguir estão as partes interessadas na licitação para os Jogos Olímpicos de Verão de 2032 que não avançaram para a aprovação do conselho do COI, uma das quais participou de um diálogo direcionado com o COI e a Comissão Anfitriã do Futuro:

### Ásia
- Ahmedabad, Índia

Durante uma reunião com o presidente do COI, Thomas Bach, o presidente do IOA, Narinder Batra, expressou o interesse da Índia em sediar os Jogos Olímpicos de 2032. Em resposta, Bach disse que a Índia pode sediar o evento, mas aconselhou a esperar até o início do processo de licitação. A Índia já apresentou seu interesse oficial de licitar para os Jogos de 2032. Rajeev Mehta, secretário-geral do IOA, disse que eles levavam muito a sério a licitação para os Jogos Olímpicos de Verão de 2032 e já haviam enviado ao COI uma carta de manifestação de interesse em sediar os Jogos. Em 30 de dezembro de 2019, o secretário da Associação Olímpica Indiana, Rajeev Mehta, disse que o IOA ratificou a decisão durante sua Assembleia Geral Anual de licitar para o evento e requer o apoio do governo indiano. A Índia também sediará a 140ª Sessão do COI em 2023 em Mumbai. Em fevereiro de 2020, o membro do COI, John Coates, declarou que a Índia havia abandonado sua candidatura para sediar os Jogos Olímpicos e Paraolímpicos de 2032 e se concentraria para concorrer aos Jogos Olímpicos de Verão da Juventude de 2026. Batra negou as alegações de Coates e afirmou que ele foi citado incorretamente e que eles ainda estão tentando fazer uma oferta para os Jogos de 2032. Em maio de 2020, Batra disse em um comunicado que o país intensificará seus esforços para concorrer aos Jogos Olímpicos de Verão de 2032 assim que a pandemia COVID-19 diminuir. Um complexo esportivo de 230 acres em Ahmedabad, denominado Sardar Vallabhbhai Patel Sports Enclave, está atualmente em construção, o que possivelmente poderia sediar as Olimpíadas. O custo do complexo é de US$ 630 milhões.
- Jacarta, Indonésia

Em 1 de setembro de 2018, o presidente da Indonésia, Joko Widodo, anunciou em uma reunião em Bogor com os presidentes do COI e do Conselho Olímpico da Ásia que a Indonésia se candidatará para sediar as Olimpíadas de 2032 após o grande sucesso dos Jogos Asiáticos de 2018 e Para Games. Em 19 de fevereiro de 2019, a Indonésia oficializou a candidatura às Olimpíadas de 2032, quando cartas do presidente Joko Widodo e do Comitê Olímpico da Indonésia foram entregues ao COI em Lausanne. Em novembro de 2020, o presidente Joko Widodo instruiu os membros de seu gabinete a prepararem um roteiro para a candidatura do país a sediar os Jogos Olímpicos e Paraolímpicos de verão de 2032. A decisão teve o objetivo de demonstrar a seriedade e o compromisso do governo indonésio em trazer os Jogos Olímpicos de Verão para o Sudeste Asiático pela primeira vez, portanto, a Indonésia deve competir com outros países no processo de licitação.
- Doha, Catar

O Catar havia anunciado que Doha faria uma licitação para os Jogos de 2032. Seriam os primeiros Jogos Olímpicos do mundo árabe. O Qatar sediou vários eventos, incluindo a Copa Asiática AFC de 1988, os Jogos Asiáticos de 2006, a Copa Asiática AFC de 2011, o Campeonato Mundial de Handebol Masculino de 2015, o Campeonato Mundial de Ginástica Artística de 2018 e o Campeonato Mundial de Atletismo de 2019. O país também sediará a Copa do Mundo FIFA de 2022, o Campeonato Mundial de Esportes Aquáticos de 2023 da FINA, o Campeonato Mundial de Judô de 2023 e os Jogos Asiáticos de 2030.

### Europa
- Rhine-Ruhr, Alemanha (provas de vela em Kiel)

O estado alemão da Renânia do Norte-Vestfália revelou um plano para sediar os Jogos de 2032 em 13 cidades. As cidades listadas foram Düsseldorf, Dortmund, Colônia, Bona, Aachen, Duisburg, Essen, Gelsenkirchen, Krefeld, Leverkusen, Mönchengladbach, Oberhausen e Recklinghausen. Mais de 90 por cento das instalações necessárias já estão disponíveis, incluindo 16 estádios com capacidade para mais de 30 000 lugares e também 24 grandes pavilhões desportivos. Esta também é a primeira vez que uma licitação inclui um número tão grande de cidades. Três dessas cidades sediaram a Copa do Mundo FIFA de 2006. Os eventos de vela poderiam ser sediados em Kiel, que ganhou um referendo na licitação de 2024 ao mesmo tempo em que Hamburgo perdeu por pouco. Estádios de atletismo adequados são encontrados em Berlim e Munique com seus antigos estádios olímpicos, no entanto, tem havido desafios para encontrar um local para eventos de atletismo nas cidades candidatas. Também há sugestões de ampliações temporárias do estádio para até 50 milhares de espectadores, que seriam desmontados após os jogos ou diminuídos na capacidade para uso doméstico. A única opção em perspectiva é a expansão do Rhein-Energie Stadion, estádio do FC Köln, de 49 996 para 73 000 lugares, dando-lhe capacidade suficiente para a competição de atletismo. Isso poderia ser realizado com uma plataforma temporária de cobertura para arquibancada inferior para até 40 000 pessoas, semelhante à expansão de assentos em Hampden Park para os Jogos da Commonwealth de 2014 em Glasgow. Independentemente do local de atletismo escolhido, o provável local para as cerimônias continua sendo o estádio de futebol Signal Iduna Park (Westfalenstadion) em Dortmund com 66 000 lugares.
- Madrid, Espanha

Em 17 de junho de 2019, o então recém-eleito prefeito de Madrid, José Luis Martínez-Almeida, anunciou que iria explorar uma licitação para os jogos de 2032. Seria o 40.º aniversário dos Jogos Olímpicos de Verão de 1992, realizados em Barcelona, e o 50.º aniversário da Copa do Mundo FIFA de 1982. Seria também o primeiro evento esportivo real do qual Madrid e Barcelona foram cidades-sede e, politicamente, o 220º aniversário da adoção da primeira constituição. Madrid não tem instalações para esportes aquáticos ou velódromo, nem um grande estádio de atletismo permanente. O centro aquático das licitações de 2012, 2016 e 2020 passou por melhorias. Os eventos aquáticos podem possivelmente ser realizados fora de Madrid. As competições atléticas podem ser realizadas no Estádio Metropolitano de Madrid. Sua plataforma de atletismo e 40 000 assentos dispensam a utilização dos estádios olímpicos de Sevilha e Barcelona.

## Outras candidaturas que não avançaram

### Ásia
- Chengdu–Chongqing, China

Em 27 de novembro de 2020, o Sichuan Provincial Sports Bureau confirmou que Chengdu e Chongqing têm a intenção de participar de uma licitação para os Jogos Olímpicos de verão de 2032. Chengdu já sediou a Copa do Mundo Feminina da FIFA 2007 e os Jogos Mundiais dos Policiais e Bombeiros 12 anos depois, e sediará os Jogos Universitários de Verão de 2021 e os Jogos Mundiais de 2025 no futuro.
- Xangai/Xangai–Hangzhou, China

As autoridades de Xangai confirmaram que solicitaram um estudo de viabilidade para sediar os Jogos Olímpicos de 2032, mas dizem que nenhuma decisão foi tomada sobre o lançamento de uma oferta. Desde que Pequim sediou os Jogos Olímpicos de Verão de 2008, tem havido especulações crescentes de que Xangai faria uma oferta para se tornar a segunda cidade chinesa a sediar os jogos - ou que poderia tentar sediar o evento com a vizinha Hangzhou em conjunto, na província de Zhejiang.

### Europa
- Istambul, Turquia

Em 8 de junho de 2020, o vice-presidente do Comitê Olímpico Turco (TNOC) Hazan Arat disse que "Istambul deve ser uma cidade candidata aos Jogos Olímpicos de verão de 2032". Istambul concorreu sem sucesso para os Jogos Olímpicos de Verão de 2000, Jogos Olímpicos de Verão de 2008 e Jogos Olímpicos de Verão de 2020, que perderam para Sydney, Pequim e Tóquio, respectivamente.
- Norte–Centro da Itália, Itália

Em setembro de 2019, Dario Nardella e Virginio Merola, prefeitos de Florença e Bolonha, respectivamente, manifestaram interesse em concorrer aos Jogos Olímpicos de verão de 2032. O vereador do esporte da cidade de Bolonha, Matteo Lepore, descreveu as Olimpíadas como "um sonho que podemos aspirar e realizar". Nem Bolonha nem Florença haviam se candidatado a uma Olimpíada de Verão ou de Inverno, mas sediaram a Copa do Mundo FIFA de 1990. Ambas as cidades não possuem locais adequados para as Olimpíadas, então outras cidades podem se envolver. A parte norte da Itália sediará os Jogos Olímpicos de Inverno de 2026 em Milão e Cortina d'Ampezzo.
- Roterdão–Amesterdão, Países Baixos

Em 3 de fevereiro de 2020, foi anunciado que haveria discussões sobre uma possível licitação para os Jogos de Verão de 2032 entre atletas e empresas da Holanda. A Bélgica e o Luxemburgo puderam participar com locais adequados, sem capacidade para acolher sozinhos.
- Londres, Reino Unido (possível candidatura conjunta com Birmingham, Manchester, Liverpool, Weymouth e Portland)

Em fevereiro de 2019, o prefeito de Londres Sadiq Khan e o UK Sport expressaram seu interesse em licitar para as Olimpíadas de 2032 ou 2036. O prefeito observou que 2032 "não estava fora de questão", mas 2036 é mais provável. Não está claro, no entanto, em que ano a oferta será feita. Londres sediou os Jogos Olímpicos de Verão de 1908, 1948 e 2012 e teve sucesso em todas as propostas apresentadas.
- Budapeste, Hungria

Em 27 de janeiro de 2021, o Comitê Olímpico Húngaro anunciou que estaria explorando a possibilidade de Budapeste licitar para sediar os Jogos Olímpicos de 2032. O primeiro-ministro húngaro, Viktor Orbán, disse que "gostaria de ver a Hungria sediar as Olimpíadas", o que certamente é um incentivo às esperanças de uma candidatura em 2032. O Comitê de Budapeste 2032 será liderado por Attila Szalay-Berzeviczy, o ex-presidente da Bolsa de Valores de Budapeste. A Hungria nunca sediou as Olimpíadas antes, mas ofereceu sem sucesso muitas vezes para 1916, 1920, 1936, 1944, 1960 e, mais recentemente, 2024, que concedeu a Paris. O presidente do HOC, Krisztián Kulcsár, disse: “Em 2021 chegamos ao ano em que o Comitê Olímpico Húngaro tem que enfrentar as tarefas que antecedem a candidatura e sediar os Jogos Olímpicos de 2032 e tem que formar uma equipe respectiva, caso contrário o Comitê Olímpico Húngaro não faria seu trabalho corretamente”. A Hungria também ganhou o maior número de medalhas olímpicas para qualquer nação que nunca sediou o maior evento esportivo quadrienal do mundo.
- Salla, Finlândia

Em janeiro de 2021, o prefeito de Salla, Erkki Parkkinen, lançou uma licitação para sediar os Jogos Olímpicos de 2032 para aumentar a conscientização sobre as mudanças climáticas. Apesar de ser uma pequena cidade dentro do Círculo Polar Ártico, a proposta foi feita para enviar uma mensagem séria ao mundo sobre a ameaça que a crise climática representa e a importância de agir rapidamente. Parkkinen observou 2032 como um importante ponto de inflexão para a mudança climática, afirmando que seria tarde demais se não fosse mantida sob controle até 2032.

### América do Norte
- Montreal–Toronto, Canadá

Em 3 de fevereiro de 2021, o Journal de Montreal relatou que o Comitê Olímpico Canadense estava explorando a possibilidade de uma oferta conjunta Montreal-Toronto para os Jogos Olímpicos de Verão de 2032 ou 2036. Os locais potenciais incluem aqueles usados para os Jogos Olímpicos de Verão de 1976 em Montreal e os Jogos Pan-Americanos de 2015 em Toronto.

## Lances cancelados ou rejeitados

### Ásia
- Seoul–Pyongyang, Coreia do Sul e Coreia do Norte

As Coreias do Norte e do Sul anunciaram que buscarão uma candidatura conjunta para sediar os Jogos Olímpicos de 2032 em um comunicado divulgado em 19 de setembro de 2018, após uma cúpula entre o líder norte-coreano Kim Jong-un e o presidente sul-coreano Moon Jae-in. Foi relatado que ambos os países sediariam um fórum sobre os Jogos de Verão de 2032 em 15 de fevereiro de 2019, em Lausanne, Suíça, para discuti-lo. Eles divulgaram que o custo inicial proposto para hospedar os jogos seria de US$ 3,44 bilhões. No entanto, a Agência Mundial Antidopagem (WADA) concluiu que o programa de testes da Coreia do Norte não está em conformidade com o Código Mundial Antidopagem; se esta posição ainda for o caso em 2032, a exigência de que qualquer país que envie uma oferta esteja em conformidade com o código da WADA significa que a oferta pode ser anulada. De qualquer forma, as Coreias do Norte e do Sul desistiram da corrida para os Jogos Olímpicos de 2032.
- Deli, Índia

Em 2018, o presidente da Associação Olímpica Indiana, Narendra Dhruv Batra, manifestou interesse em concorrer aos Jogos. O ministério do esporte indiano anunciou em maio de 2020 que o Complexo Esportivo Jawaharlal Nehru em Delhi será reconstruído ao custo de US$ 1,08 bilhão, que poderá sediar as Olimpíadas no futuro. Em 9 de março de 2021, o ministro-chefe de Delhi, Arvind Kejriwal, anunciou que seu partido se concentraria nos Jogos de 2048.
-   Singapura e Malásia

Declararam uma candidatura conjunta para os Jogos Olímpicos de Verão de 2032 desde 2014. No entanto, em 2018, o presidente honorário do Conselho Olímpico da Malásia (OCM), Tunku Imran, anunciou a retirada da oferta conjunta entre Singapura e Malásia devido à suspensão do projeto ferroviário de alta velocidade Kuala Lumpur-Singapura, que deveria ser concluído em 2026 mas devido às medidas de austeridade tomadas pelo governos foi cancelado. Kuala Lumpur sediou seis edições dos Jogos do Sudeste Asiático, enquanto Singapura sediou quatro edições. Singapura também sediou os Jogos Olímpicos da Juventude de verão de 2010.

### Europa
- São Petersburgo, Cazã e Sóchi, Rússia

Foi declarado pelo governador Georgy Poltavchenko que São Petersburgo poderia concorrer aos Jogos Olímpicos de verão em 2032 ou 2036. As três cidades estavam entre as 12 que sediaram a Copa do Mundo FIFA 2018. Sochi é a única que já sediou as Olimpíadas entre as três, hospedando os Jogos Olímpicos de Inverno de 2014, e também sediará os Jogos Olímpicos Especiais de Inverno de 2022 em Kazan. No entanto, a Rússia estava envolvida em uma investigação de doping por mentir para os inspetores da WADA em janeiro de 2019, e o World Athletics proibiu os atletas russos de competir sob sua bandeira, pressionando o COI a fazer o mesmo em eventos olímpicos. Em 26 de novembro de 2019, a WADA pediu ao COI que rejeitasse a oferta como punição por manipulações de amostras de doping feitas em janeiro. Em 9 de dezembro, a WADA proibiu a Rússia de concorrer a eventos internacionais como parte de sua penalidade por doping patrocinado pelo Estado, o que significa que a proposta foi rejeitada pelo COI. No entanto, a Rússia apelou ao CAS, que encurtou a proibição para dois anos, terminando em 16 de dezembro de 2022. Isso significa que a Rússia pode concorrer a eventos esportivos internacionais novamente a partir dessa data.

### América do Norte
Guadalajara, Cidade do México, Tijuana e Monterrey, México. Carlos Padilla, presidente do Comitê Olímpico Mexicano acredita que Guadalajara é uma das quatro cidades mexicanas (junto com a Cidade do México, Tijuana e Monterrey) que poderia tentar sediar alguns jogos olímpicos após 2026. Em entrevista à rede ESPN, o diretor disse que essas quatro cidades "têm tudo" para buscar ser sede, mas não imediatamente. Guadalajara sediou os Jogos Pan-Americanos de 2011 e disputou a organização dos Jogos Gays de 2022, perdendo para Hong Kong.